# Weedo GT
Weedo GT är en svensk typ av racerbåt, som tillverkades från mitten av 1960-talet till 1973. Den utgick från den amerikanska plastbåten Glasspar G3, men hade till skillnad från denna ett skrov med en djup V-botten. 
Föregångaren till Weedo GT var Weedo 14, en fyra meter lång båt i plywood med bottenvinkeln 22 grader.  Den konstruerades 1961 av flygkaptenen Herman Henriksson för tävlingsbruk och byggdes av Henriksson och kollegan Lennart Ebbekke i Ebbekkes källare i Kungsängen väster om Stockholm. Henriksson och Ebbeke deltog med denna båt, försedd med utombordsmotor, i det första Roslagsloppet 1962, men den hade för svag motor för en toppplacering. Är 1963 deltog de i loppen med den vidareutvecklade Weedo 14 Cabin med inombordsmotor, också den byggd i plywood, och kom då på andra plats totalt.
Den första glasfiberbåten av typen Weedo GT tillverkades 1965 och kom totaltvå i Roslagsloppet 1965. Därefter såldes tillverkningsrättigheterna till Sigurd Isacson, vars företag Örnbåtar då tillverkade Örnjollen i Bollnäs. Örnbåtar gick i konkurs i början av 1970-talet, varefter formarna till Weedo GT köptes av fyra anställda. Dessa tillverkade ytterligare ett antal båtar fram till 1973.